# Badde Pentumas
Vadde Pentumas è un canyon situato in Sardegna, nel territorio di Oliena (Nuoro). Spettacolare e suggestivo. Si attraversa dopo essere saliti dalla Valle di Lanaitho (Oliena) verso l'altipiano di Sovana, alle spalle della cima del Monte Husidore.
Il canyon è una delle maggiori mete per il trekking e l'alpinismo in Sardegna, grazie alla presenza di una via ferrata.